# Csillagsivatag
A Csillagsivatag: A Talshas éjjele (星の砂漠 タルシャス・ナイト; Hosi no szabaku: Talshas Night; Hepburn: Hoshi no sabaku: Talshas Night) egy egykötetes japán szeinen manga, mely a Kadokawa Shoten kiadó Fantasy DX antológiájában futott 1997-ben. 2003-ban a Gentosha adta ki a mangát egy tankóbon kötetben. A mangát Funato Akari rajzolta, a történetét pedig Juja Aoi írta. Magyarországon a Fumax kiadó adta ki a Csillagsivatagot 2009. október 11-én. A magyar kiadás alapjául a Gentosha gyűjteményes kötete szolgált.

## Cselekmény
A történet főszereplője egy gimnazista ikerpár, Kizaki Manami és Kizaki Kendzsi akik édesanyjukkal élnek. A testvérpár kapcsolata érdekes, hisz képesek megérezni egymás jelenlétét. Manami a tengerparton találkozik egy idegennel, ki később be is mutatkozik. Szavatari Hitosinak hívják, aki egy üvegműves üzletben dolgozik. Később Manamira támad egy rejtélyes, fekete ember, aki végül felgyújtja az ikrek házát. Kendzsi is találkozik egy szőke, külföldi kinézető alakkal, aki a Talshas nevű sárga drágakövet keresi, és súlyosan megsebesíti a fiút. Kendzsit súlyos sebekkel szállítják kórházba, és megállapítják, hogy talán soha többé nem lesz képes járni. Azonban csodával határos módon másnapra teljesen felépül. Hitosi ekkor mondja el a gyerekeknek, hogy a Talshas az az üveggolyó, amit még kisgyerekként találtak a tengerben. A Talshas szó egy idegen nép ősi nyelvén azt jelent, hogy „az istenek és a szelek köve”. A Thalshas egy olyan kristály, mely időnként beleszeret egy lélekbe, akit Taliyának hívnak. Ha a Talshas és a Taliya eggyé vállnak, egy isteni erővel bíró lény születik. Ezért is akarja két háborúzó idegen faj ellopni a Talshast, és bábként használni a Taliyát. A szőke fiú - aki az egyik ilyen faj megbízásából dolgozik évszázadok óta - Dzsuo egy Szato nevű lány alakját felvéve próbálja elnyerni Manami bizalmát, de mikor rájuk támadnak a lány zaklatói, Dzsuo felfedi magát. Miután fellebbentette a fátylat Szavatari Hitosi valódi személyazonosságáról – Hitosi egy Ark nevű idegen lény fia, és egy valunai fejvadász aki szintén a Talshast akarta megkaparintani – elrabolja Manát, akit saját alakváltoztató hajóján tart fogva. Eközben Hitosi Kendzsit elkábítja, és elviszi őt a valunaiakhoz, hogy megkezdjék az „istenné avatást”. Hitosi úgy gondolja, hogy Kendzsi a Taliya, míg Dzsuo szerint Manami. Kendzsinek sikerül elszöknie Hitosi és az egyik idegen segítségével, és miután kilökték az űrbe, rájön hogy tud repülni. Eközben Dzsuo leszúrja Manamit, mert úgy gondolja hogy a Taliya halhatatlan. Kendzsi felbőszülve nővére halála miatt, nekiront Dzsuónak. Hitosi is hamarosan megérkezik a helyszínre, aki észreveszi hogy Manami életben van, így bizonyítva be hogy a Talshas két lélekbe szeretett bele. A harc Kendzsi és Dzsuo között félbeszakad, és megjelenik Dzsuo testvére, Dzsui, az ezüstgyermek. A két aranyszaitiából készült alakváltó lény váratlanul halálos küzdelembe kezd. A harcba később Hitosi és Kendzsi is beszáll, mikor látják hogy Dzsuo nem képes elbánni testvérével. Miután Hitosi átad egy keveset az „elektrolízis technikájából” Kendzsinek, harcba száll Dzsui ellen, de ő is alulmarad az ezüstgyermekkel vívott harcban. Végül Kendzsi méri Dzsuira a halálos támadást, de már késő. Dzsuo sebei túl súlyosak, és a teste eltűnik. Manami egyik lehulló könnycseppétől megsemmisül a Talshas, majd a háborút megelégelő valunaiak főpapjuk ellen fordulnak. Kendzsi és Manami visszajutnak a Földre, és Hitosi vidéki házához utaznak. A napraforgók között bukkannak rá az űrhajón talált DNS-ekből reprodukált Dzsuóra, akiből embergyermek lett.

## Főbb Szereplők

### Kizaki Manami
Manami (becenevén Mana) egy csendes, magának való gimnazista lány, aki szereti az üvegből készült tárgyakat, mert azok a csillagokra emlékeztetik. Nem felhőtlen a kapcsolata az anyjával, barátai sincsenek. Egyedül ikeröccse, Kendzsi az akivel jól kijön. Ő a Taliya egyik fele.

### Kizaki Kendzsi
Kendzsi Manami ikeröccse, szintén gimnazista. Kendzsi mindennél jobban félti Manami épségét, és ezt rendszerint ki is mutatja. Hitosi azt hiszi, ő a Taliya, ezért őt fogja el és viszi a valuniaiakhoz. Végül Hitosi segítségével meglóg, és ő küzd meg először Dzsuóval. Ő győzi le Dzsuit, kezdetben bizalmatlan Hitosival. Ő a Taliya másik fele.

### Szavatari Hitosi
Hitosi egy üvegműves boltban dolgozik, valójában a valuniaiak fejvadásza, akinek az a küldetése, hogy ellopja a Talshast. Hitosi apja egy idegen bolygó szülötte, aki korábban legyőzte Dzsuót és Dzsuit, és visszaszerezte a Talshast. Mivel azonban nem vitte el a Talshast a valuniaiaknak, ezért azok azt hitték hogy Ark megfutamodott és ezért Hitosit büntették meg. Az agyába építettek egy „tüske” nevű csipet, mellyel mesterségesen idézhettek elő fejfájást. Hitosi csodálta Kizaki Aszajukinak, Manami apjának munkáit aki szintén üvegműves volt. Hitosi az egyetlen aki képes az „elektrolízis technikáját” használni. A technikával képes elektromos áramot vezetni bárkibe, és felbonthatja a szaitiából készült dolgok szerkezetét. Hitosi – ahogy Manami apja is - dohányzik.

### Dzsuo
Dzsuo egy különleges, szivárványszemű teremtmény, ki a leggyakrabban szőke fiúként tűnik fel, de alakváltó lévén bárki alakját fel tudja venni. Legtöbben aranygyermeknek becézik, még testvérét, Dzsuit ezüstgyermekként ismerik. Dzsuo alakváltó képessége mellett képes uralni a szaitiát, a különleges szerkezetű anyagot. Az űrhajó amivel utazik, szintén változtatható. Dzsuo az E-dua bolygó népének dolgozik, akik cserébe azt ígérik, hogy feltámasztják Dzsuit. Dzsuo feladata hogy ellopja a Talshast, és végezzen a Taliya jelöltekkel. Évekkel ezelőtt már ellopta az ékkövet, de akkor Hitosi apja, Ark megállította őt. Dzsuo és Dzsui a legkülönlegesebb fajta szaitiából, az aranyszaitiából készültek, ezért rendelkeznek saját akarattal. Dzsuo gyűlöli ha hazudnak neki, és nagyon magányos. Mikor Manamit a saját hajójára viszi, megszakítja kapcsolatát az E-dua népével.

## Magyarul
A Csillagsivatagot Magyarországon a Fumax kiadó adta ki 2009 októberében, a 18. Képregény Börze alkalmából. Ez volt az első manga amit a Fumax levehető védőborítóval jelentetett meg. A magyar kiadás szinte mindenben követi az eredeti japán változatot, és a benne található neveket a kiadó Hepburn-átírással romanizálta, meghagyva a keleti névsorrendet. A mangában a különböző nyelveket más-más betűtípussal érzékeltették. A Csillagsivatagot Nikolényi Gergely fordította, és Benes Attila szerkesztette.
- Csillagsivatag: A Talshas éjjele; ford. Nikolényi Gergely; Goodinvest Kft., Bp., 2009 ISBN 978-963-9861-23-7